# Nada Es Normal
Nada Es Normal é o primeiro álbum de estúdio da dupla Victor & Leo gravado em espanhol.

## Faixas
| N.º | Título                                                    | Duração |  |
| 1.  | "Recuerdos de Amor (Lembranças de Amor)" (Victor Chaves)  | 3:43    |  |
| 2.  | "Amigo Apasionado (Amigo Apaixonado)" (Victor Chaves)     | 4:08    |  |
| 3.  | "Nada Es Normal (Nada Normal)" (Victor Chaves)            | 3:12    |  |
| 4.  | "Sigo Extrañandote (Sinto Falta de Você)" (Victor Chaves) | 3:11    |  |
| 5.  | "Fotos (Fotos)" (Victor Chaves)                           | 3:12    |  |
| 6.  | "Nada (Fada)" (Victor Chaves)                             | 3:22    |  |
| 7.  | "Eres Tú (Tem Que Ser Você)" (Victor Chaves)              | 3:06    |  |
| 8.  | "Nueva York (Nova York)" (Chrystian e Ralf)               | 3:35    |  |
| 9.  | "Mariposas (Borboletas)" (Victor Chaves)                  | 3:13    |  |
| 10. | "Sabías (Você Sabia)" (Victor Chaves e Leo Chaves)        | 3:27    |  |

## Paradas
| Paradas (2009)          | Posição |
| ----------------------- | ------- |
| Argentina Top 20 Álbuns | 8       |
| México Top 100 Álbuns   | 84      |